# 越淡麗
越淡麗（こしたんれい）は、日本のイネの品種名および銘柄名。新潟県の晩生の酒造好適米の品種である。酒造好適米としての2022年の生産量は8位。

## 概要
1996年、新潟県農業試験場（新潟県農業総合研究所 作物研究センター）で、大吟醸酒が醸造できる酒米新品種として五百万石と山田錦を人工交配。2001年、試験栽培を開始。2004年9月、品種登録を申請。2007年、新潟淡麗にいがた酒の陣に展示試飲酒を出品。
熟期は、晩生。耐倒伏性といもち病に対する抵抗性はともに弱い。小さめの線状心白を持ち、タンパク質含量は低い。収量性は五百万石に比べて劣るが山田錦より優れる。五百万石は50%を超える高精白に耐えられないが、越淡麗は40%以上の高度精白を行っても砕米が少なく、真の精米歩合と見掛けの精米歩合の差（無効精米歩合）が2.2％と低く、精米特性に極めて優れると評価されている。また、五百万石が「淡麗できれい」、山田錦が「やや甘みが強く味わいがある」と官能評価されるのに対し、越淡麗は「柔らかくてふくらみがある」と評価されている。
- 交配系譜

| 五百万石 | 五百万石 | 五百万石 | 五百万石 | 五百万石             | 五百万石 |  |  | 山田錦 | 山田錦 | 山田錦 | 山田錦 | 山田錦 | 山田錦 |  |  |  |  |  |  |
| 五百万石 | 五百万石 | 五百万石 | 五百万石 | 五百万石             | 五百万石 |  |  | 山田錦 | 山田錦 | 山田錦 | 山田錦 | 山田錦 | 山田錦 |  |  |  |  |  |  |
|          |          |          |          |                      |          |  |  |        |        |        |        |        |        |  |  |  |  |  |  |
|          |          |          |          | 越淡麗（新潟酒72号） |          |  |  |        |        |        |        |        |        |  |  |  |  |  |  |